# Southold (Nueva York)
Para el lugar designado por el censo con el mismo nombre, véase; Southold.
Southold es un pueblo ubicado en el condado de Suffolk en el estado estadounidense de Nueva York. En el año 2000 tenía una población de 20,599 habitantes y una densidad poblacional de 148.1 personas por km².

## Geografía
Según la Oficina del Censo, la ciudad tiene un área total de 1047,6 km² (404,5 mi²), de la cual 139,1 km² (53,7 mi²) es tierra y 908,5 km² (350,8 mi²) (86.72%) es agua.

## Demografía
Según la Oficina del Censo en 2007 los ingresos medios por hogar en la localidad eran de $49,898, y los ingresos medios por familia eran $61,108. Los hombres tenían unos ingresos medios de $46,334 frente a los $31,440 para las mujeres. La renta per cápita para la localidad era de $27,619. Alrededor del 5.8% de la población estaban por debajo del umbral de pobreza.